# Rakht
Pour plus de détails, voir Fiche technique et Distribution.
Rakht (रक्त) est un film indien réalisé par Mahesh Manjrekar  sorti le 24 septembre 2004, il donne la vedette à Sanjay Dutt, Sunil Shetty, Bipasha Basu et Amrita Arora. Le film s'inspire d'Intuitions de Sam Raimi.

## Synopsis
Une jeune veuve nommée Drishti (Bipasha Basu) vit dans un petit village isolé. Elle a le don de lire les cartes de tarot et de voir dans l'avenir et elle décide alors de lancer une petite entreprise de diseuse de bonne aventure très vite elle connaît le succès et beaucoup de personnes afflux dont Natasha (Amrita Arora) marié à Rahul (Sanjay Dutt) qui disparaît mystérieusement…

## Fiche technique
- Titre : Rakht
- Titre original : रक्त
- Réalisation : Mahesh Manjrekar
- Scénario : Vinay
- Production : Sunil Shetty
- Musique : Anand Anand Raaj
- Image : Vijay Arora
- Montage : Bunty Nagi
- Direction artistique : Priten Patil
- Costumes : Reza Shariffi
- Assistant réalisateur : Sudesh V. Manjrekar
- Technicien du son : Jayesh Dhakan
- Pays d'origine : Inde
- Langue : hindi
- Genre : Horreur, fantastique et thriller
- Durée : 162 minutes
- Date de sortie : septembre 2004[2]

## Distribution
- Sanjay Dutt  : Rahul
- Sunil Shetty : Mohit
- Bipasha Basu: Dhristi
- Amrita Arora : Natasha
- Dino Morea : Sunil
- Himanshu Malik : Abhigyan
- Neha Dhupia : Rhéa Trehan
- Rajat Bedi  : ACP Ranbir
- Payal Rohatgi : Tanya
- Sharat Saxena : Raja Bahadur
- Joyce Arora : Uma[2]

## Réception

### Box office
Le film a obtenu une très mauvaise ouverture à la billetterie, il rapporte 40 540 000 de roupies indiennes lors de son premier weekend d'exploitation en Inde.
- box-office ( Inde): 140 740 000 de roupies indiennes[3].